# Rafter J Ranch
Rafter J Ranch és una concentració de població designada pel cens dels Estats Units a l'estat de Wyoming. Segons el cens del 2000 tenia 1.138 habitants.

## Demografia
Segons el cens del 2000, Rafter J Ranch tenia 1.138 habitants, 432 habitatges, i 304 famílies. La densitat de població era de 665,7 habitants/km².
Dels 432 habitatges en un 39,4% hi vivien nens de menys de 18 anys, en un 61,6% hi vivien parelles casades, en un 6,9% dones solteres, i en un 29,4% no eren unitats familiars. En el 16,9% dels habitatges hi vivien persones soles el 3,7% de les quals corresponia a persones de 65 anys o més que vivien soles. El nombre mitjà de persones vivint en cada habitatge era de 2,63 i el nombre mitjà de persones que vivien en cada família era de 2,99.
Per edats la població es repartia de la següent manera: un 26,5% tenia menys de 18 anys, un 6,9% entre 18 i 24, un 34,3% entre 25 i 44, un 28,4% de 45 a 60 i un 4% 65 anys o més.
L'edat mediana era de 37 anys. Per cada 100 dones de 18 o més anys hi havia 109 homes.
La renda mediana per habitatge era de 63.199 $ i la renda mediana per família de 65.781 $. Els homes tenien una renda mediana de 37.125 $ mentre que les dones 31.771 $. La renda per capita de la població era de 28.078 $. Entorn del 6,2% de les famílies i el 5,2% de la població estaven per davall del llindar de pobresa.

## Poblacions més properes
El següent diagrama mostra les poblacions més properes.